# مورمانسك
مورمانسك (الروسية: Мурманск) هي إحدى مدن روسيا في الكيان الفدرالي الروسي مورمانسك أوبلاست. تبعد عن العاصمة موسكو 1967 كيلومترا ومساحتها 151 كيلومترا مربعا وعدد سكانها حوالي 310 آلاف نسمة.

## نبذة عن تاريخ المدينة
أسست المدينة عام 1916 على الساحل الشرقي الصخري لخليج كولا على بحر بارنتس. هذا الخليج لا يتجمد شتاء ويبتعد عن المحيط 50 كيلومترا.
برزت فكرة إنشاء ميناء وراء الدائرة القطبية في سبعينات القرن الـ 19 . إلا أن أول بعثة استكشافية وصلت إلى المكان عام 1912، وبعد 3 سنوات أي في عام 1915 خلال الحرب العالمية الأولى بوشر ببناء الميناء وبلدة سكنية بجانبه. كان بناء هذا الميناء مرتبطا بسعي الإمبراطورية الروسية الحصول على منفذ على المحيط المتجمد الشمالي عبر خليج لا يتجمد وذلك لايصال البضائع والحمولات الحربية من الحلفاء في الوفاق الثلاثي في ظروف الحصار المفروض على البحر الأسود وبحر البلطيق.
وأول اسم أطلق على المدينة كان – رومانوف على مورمان، وهي آخر مدينة بنيت في عهد الإمبراطورية الروسية. وفي يوم منحها صفة مدينة وضع حجر الأساس لبناء كنيسة القديس نيقولاي. وفي أبريل/ نيسان عام 1917 بعد ثورة فبراير/ شباط أصبح اسم المدينة مورمانسك.
بعد انتصار ثورة أكتوبر عام 1917 أقام البلاشفة السلطة السوفيتية في المدينة. وفي مارس/ اذار عام 1918 جرى إنزال عسكري من السفن الحربية التابعة لدول الوفاق الثلاثي المرابطة في خليج كولا. وكانت هذه هي بداية الغزو الأجنبي للأراضي الروسية.
في عام 1919 انتقلت السلطة في المدينة إلى الأميرال ألكسندر كولتشاك زعيم الحركة البيضاء التي قاومت الثورة دفاعا عن القيصرية. ولكن في خريف عام 1919 أُجبرت القوات الغازية على مغادرة مورمانسك، وفي فبراير/ شباط عام 1920 انتفض سكان المدينة بقيادة البلاشفة واستلموا السلطة مرة ثانية.
بعد هذه الأحداث واستقرار الأمور بعض الشيء شهدت المدينة في النصف الثاني من عشرينات القرن الماضي نموّا وتوسعا سريعا وذلك لحاجة الاتحاد السوفيتي آنذاك إلى ميناء استراتيجي كبير تمر من خلاله البضائع دون ارتباط بالدول المجاورة.
وفي عام 1933 أصبحت المدينة إحدى قواعد تجهيز الإسطول البحري الروسي الشمالي ومكان صيانة سفنه. في عام 1934 ربطت المدينة عن طريق سكك الحديد بمدينة لينينغراد (حاليا بطرسبورغ)، وفي عام 1939 لأول مرة في تاريخ المدينة يستخدم الإسفلت في تبليط شوارعها، وازداد عدد المباني السكنية المبنية بالحجر والآجر وبلغ تعداد سكانها 120 ألف نسمة.

### مورمانسك في أعوام الحرب الوطنية العظمى
تعرضت المدينة خلال الحرب الوطنية العظمى إلى هجمات برية وجوية عديدة. كانت القوات الألمانية (150 ألف شخص) ترابط ما وراء القطب وكان عليها احتلال المدينة والميناء لمنع وصول المساعدات الغذائية والعسكرية من دول الحلفاء إلى الاتحاد السوفيتي. واعتقدت قيادة هذه القوات أنها ستحتل المدينة خلال بضعة أيام. وقامت بمحاولتين فاشلتين لاحتلالها في شهري يوليو/تموز وسبتمبر/ أيلول. بعد فشلهم في احتلال المدينة قرر الألمان مهاجمتها جوّا حيث كان عدد الغارات الجوية يصل إلى 18 غارة في اليوم بحيث بلغ عدد القنابل التي أسقطتها الطائرات المعادية على المدينة 185 ألف قنبلة خلال 792 غارة جوية، أي أن المدينة تأتي بالمرتبة الثانية بعد ستالينغراد من حيث عدد الغارات والقنابل التي أُسقطت عليها. أدت هذه الهجمات الجوية إلى تدمير 75 % من مباني المدينة وتضررت المباني الخشبية أكثر من غيرها لأن الألمان كانوا يرمون في البداية قنابل متفجرة تتبعها حارقة. في 7 أكتوبر/ تشرين الأول عام 1944 تمكنت القوات السوفيتية من إبعاد الخطر عن المدينة وضواحيها بعد نجاح العملية الهجومية التي قامت بها ضد القوات الألمانية. وتثمينا لبطولة أهلها وصمودهم وبسالتهم في رد هجمات القوات المعادية منحت المدينة وسام الحرب الوطنية العظمى من الدرجة الأولى وكذلك لقب «المدينة البطلة».

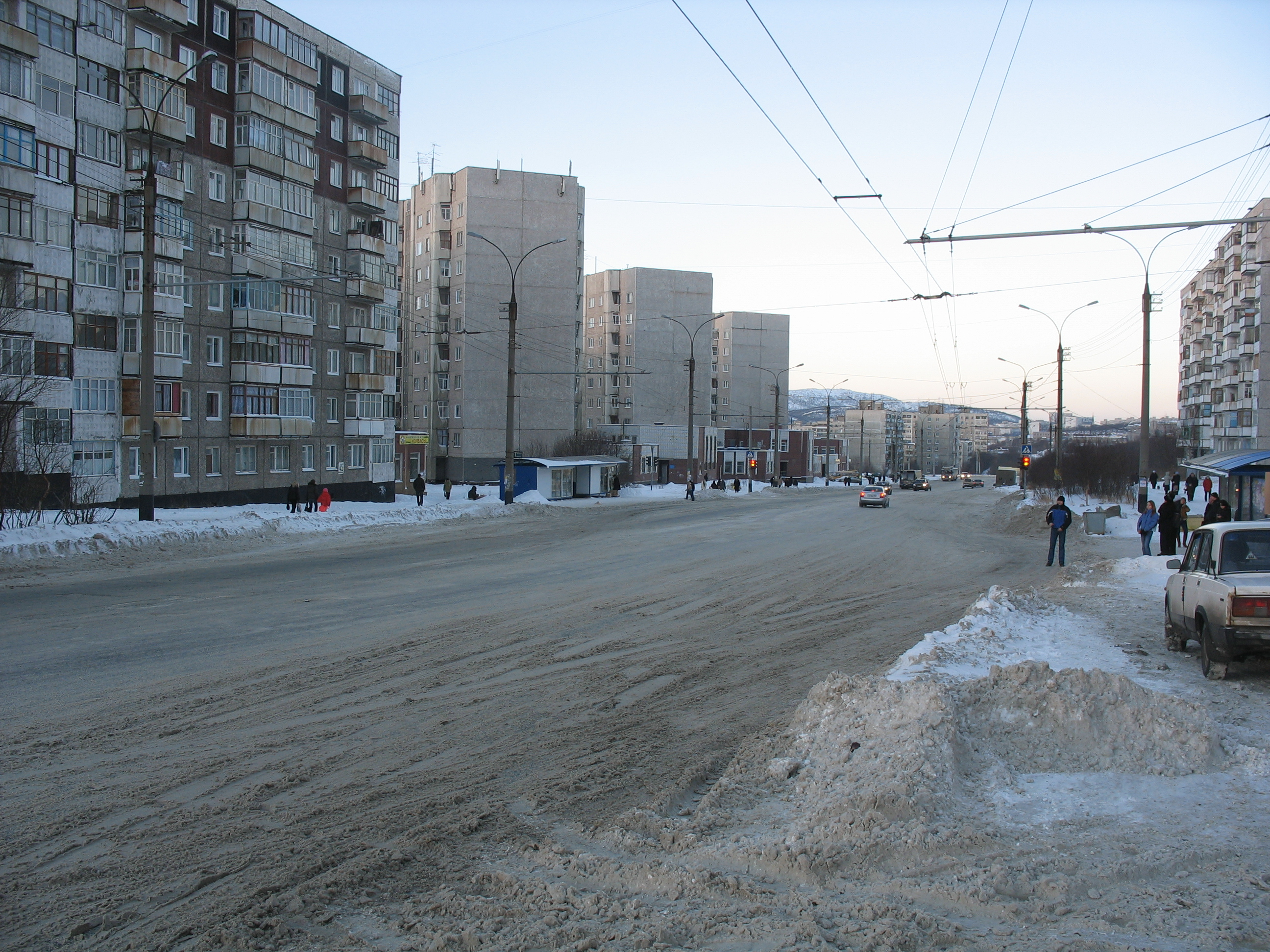
أحد شوارع المدينة

## مورمانسك اليوم
ميناء مورمانسك اليوم هو أساس اقتصاد المدينة والمقاطعة، وهو أحد أكبر موانئ روسيا التي لا تتجمد في الشتاء.
يتكون الميناء الكبير من 3 موانئ: ميناء لسفن صيد الأسماك وميناء السفن التجارية وميناء سفن نقل الركاب.
مدينة مورمانسك اليوم مركز صناعي وثقافي وعلمي لمقاطعة مورمانسك وتمتد لمسافة 25 كم على الساحل الشرقي لخليج كولا.
ومن أهم القطاعات الاقتصادية في المدينة - قطاع صيد وتعليب الأسماك، وقطاع النقل البحري، وقطاع صيانة السفن، وقطاع النقل البري، إضافة إلى قطاع صناعة المواد الغذائية والصناعات المعدنية.
وتعمل في المدينة مجموعة من معاهد الأبحاث البحرية في مجالات مختلفة كعلم الأحياء والجيولوجيا وعلم البحار وغيرها. كما يوجد فيها عدد من الجامعات مثل جامعة مورمانسك الحكومية للعلوم التربوية وجامعة مورمانسك الحكومية للعلوم التقنية وغيرها. إضافة لذلك افتتحت فيها فروع لجامعات حكومية أخرى، كما فيها عدد من المعاهد المهنية المتوسطة وغير ذلك من المؤسسات التعليمية والمكتبات العامة.
وتعمل في المدينة مجموعة من المتاحف مثل متحف تاريخ المنطقة ومتحف الفنون وغيرهما.
إضافة إلى كل هذا توجد في المدينة نوادي ثقافية – اجتماعية ورياضية ودور للسينما ونوادي ليلية ومطاعم وفنادق عصرية.
وأقيمت في المدينة مجموعة من التماثيل والأنصاب واللوحات التذكارية تخليداً للمدافعين عن المدينة والبحارة الذين لقوا مصرعهم في أيام السلم، كما فيها نصب المدافعين عن المنطقة ونصب ضحايا الغزو الأجنبي وغيرها.